# Lobendava
Lobendava (německy Lobendau) je obec v nejsevernější části České republiky, která se nachází v okrese Děčín v Ústeckém kraji, v západní části Šluknovského výběžku. Leží v nadmořské výšce 344 m v údolí Lučního potoka. Žije v ní 259 obyvatel.
Lobendava je nejsevernější obcí České republiky. Nad místní částí Severní leží Buková hora (512 m), táhlý zalesněný granodioritový vrch, přes jehož severní svah prochází státní hranice s nejsevernějším bodem České republiky – 51°3′20″ s. š., 14°18′58″ v. d.

## Název
Původ názvu je podle Antonína Profouse odvozen z hornolužickorbského Lobodov (Lobodův dvůr), z vlastního jména Loboda.
Podle jiné domněnky má mít jméno Lobendov základ ve staroslovanském Lubyja = krásný potok. Dalším možným výkladem je německý původ názvu ze slovního spojení lobende Au, tedy „chválená louka“.

## Historie
První písemná zmínka o obci pochází z roku 1449, kdy se připomíná mann Albrechta Berky Krigk Karlowitz zu Lobendau. V roce 1472 se připomíná dvůr Lobdaw, náležející k Tollensteinu a od roku 1720 již figuruje německé označení Lobendau. V letech 1938 až 1945 byla Lobendava v důsledku uzavření Mnichovské dohody přičleněna k nacistickému Německu.
Novodobá historie obce byla v letech 1903-2013 spojena s ústavem sociální péče. V roce 1903 jej jako domov důchodců založil universitní profesor a dvorní rada, MUDr. Anton, rytíř von Drasche (1826-1904), který z Lobendavy pocházel. V roce 1905 byla dokončena výstavba tříkřídlé dvoupatrové budovy, označená nápisem Stiftungshaus (Nadační dům), jež měla sloužit výhradně přestárlým obyvatelům z Lobendavy. Po druhé světové válce budova do roku 1956 sloužila jako kasárna  a od roku 1957 ústav pro mentálně postižené děti a mládež s kapacitou 45 svěřenců. V péči o ně se od roku 1961 střídaly misijní řádové sestry – Služebnice Ducha Svatého, a od roku 1994 zdravotní personál světský. V letech 2013-2015 byla trojice sociálních ústavů v Lobendavě, Brtníkách a Rumburku reformována a převedena do nových zařízení.

## Přírodní poměry

### Poloha

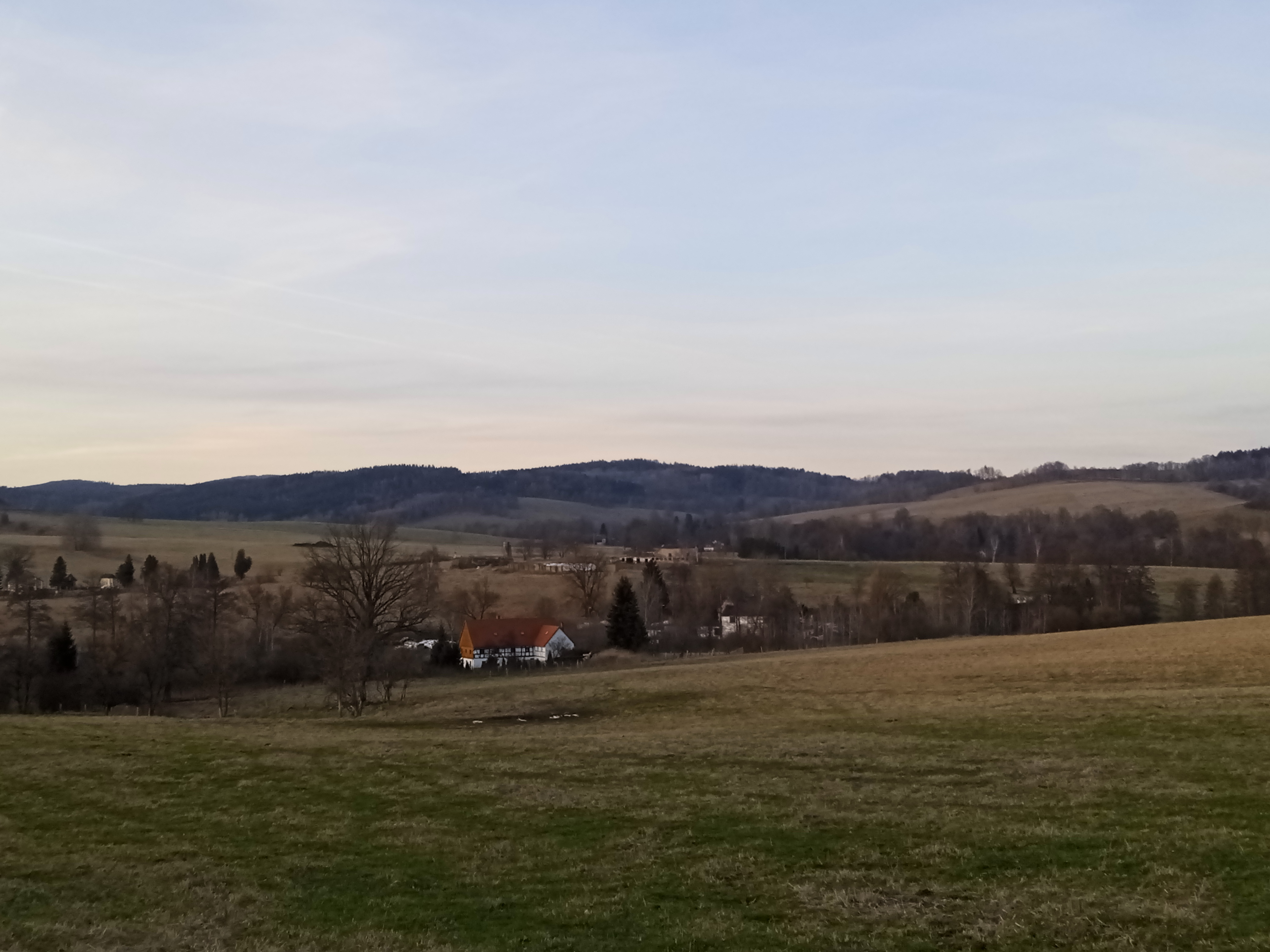
Buková hora

Obec Lobendava se nachází v nejsevernější části České republiky v severozápadní části Šluknovského výběžku. Obec se skládá ze dvou katastrálních území: Lobendava o rozloze 1152,7363 ha a Severní o rozloze 804,7232 ha. Lobendava sousedí na východě s obcí Lipová (místní části Liščí a Lipová), na jihu s Vilémovem, na jihu a jihozápadě s Dolní Poustevnou (místní části Marketa, Horní Poustevna a Nová Víska), na západě a severozápadě se saským městem Neustadt in Sachsen (místní části Langburkersdorf a Berthelsdorf) a na severu s obcí Steinigtwolmsdorf.

### Geomorfologie
Celé území Lobendavy náleží z geomorfologického hlediska ke geomorfologickému celku Šluknovská pahorkatina, jejímu okrsku Šenovská pahorkatina a podokrsku Mikulášovická pahorkatina. Nejvyšším bodem obce je vrchol Bukové hory (512 m), nejnižší se nachází na hranici Lobendavy a Horní Poustevny v nadmořské výšce 334 m. Zástavba obce se rozkládá podél Severního a Lučního potoka v dlouhém údolí, které obklopuje ze všech stran pásmo kopců. Na jihozápadě jsou to svahy Poustevníka (456 m), na západě jsou to Roubený (461 m), Lobendavský vrch (430 m) a Skřivánčí vrch (479 m), na severu Buková hora (512 m), Stráž (460 m) a svahy Hutbergu (503 m), na východě Jáchym (475 m) a Anenský vrch (420 m) a na jihovýchodě Ječný vrch (503 m).

### Geologie a půdy
Lobendava náleží k lužickému žulovému masivu, který se zformoval v období prvohor. Dominantní horninou je drobno až střednězrnný hybridní granodiorit. Ten vznikl roztavením a granitizací drob a břidlic, díky čemuž se liší od ostatních granodioritů drobnější strukturou a častou šmouhatostí. Barva je šedomodrá s černými a světlými zrny biotitu a muskovitu, ve zvětralé podobě je okrový, hnědý až rezavý. Na Bukové hoře na severu území je hybridní granodiorit vystřídán lužickým granodioritem, který je také šedomodrý, ale nejčastěji střednězrnný a ze slíd obsahuje pouze černý biotit. Na svahu Ječného vrchu se na malé ploše vyskytuje lipovsko-rožanský granodiorit, který je oproti lužickému granodioritu charakteristický velkými vyrostlicemi mikroklinu.
Po celém území obce je podložní granodiorit narušen žílami doleritu o různé mocnosti. Hornina je typicky černozelená s různě velikými zrny živce. Na lobendavské straně Ječného vrchu je prokázána žíla křemene a také páskovaný amfibolit, který vznikl přeměnou bazaltových hornin. Na jihozápadě území je prokázána žíla granitového porfyru. Podél vodních toků se nachází fluviální jílovitopísčité až písčité hlíny, deluviální hlinitokamenité sedimenty a písčité štěrky čtvrtohorního stáří. V potoku Bublava se vyskytuje zlato, po jehož těžbě jsou patrné kopečky a jámy.  Na území Lobendavy se nachází několik menších lomů, v kterých byl povětšinou těžen dolerit.
Nejrozšířenějšími půdními typy jsou dystrická a modální mesobazická kambizem, v menší míře pak kambizem modální eutrofní a podél vodních toků se nachází kambizem oglejená, glejová a gleje.

## Obyvatelstvo
|                                                     | 1869  | 1880  | 1890  | 1900  | 1910  | 1921  | 1930  | 1950 | 1961 | 1970 | 1980 | 1991 | 2001 | 2011 |
| --------------------------------------------------- | ----- | ----- | ----- | ----- | ----- | ----- | ----- | ---- | ---- | ---- | ---- | ---- | ---- | ---- |
| Obyvatelé                                           | 1 495 | 1 563 | 1 507 | 1 545 | 1 712 | 1 505 | 1 597 | 493  | 514  | 455  | 377  | 274  | 279  | 272  |
| Domy                                                | 272   | 298   | 273   | 303   | 285   | 284   | 289   | 308  | 176  | 99   | 84   | 63   | 67   | 107  |
| Data z roku 1961 zahrnují domy místní část Severní. |       |       |       |       |       |       |       |      |      |      |      |      |      |      |

## Pamětihodnosti

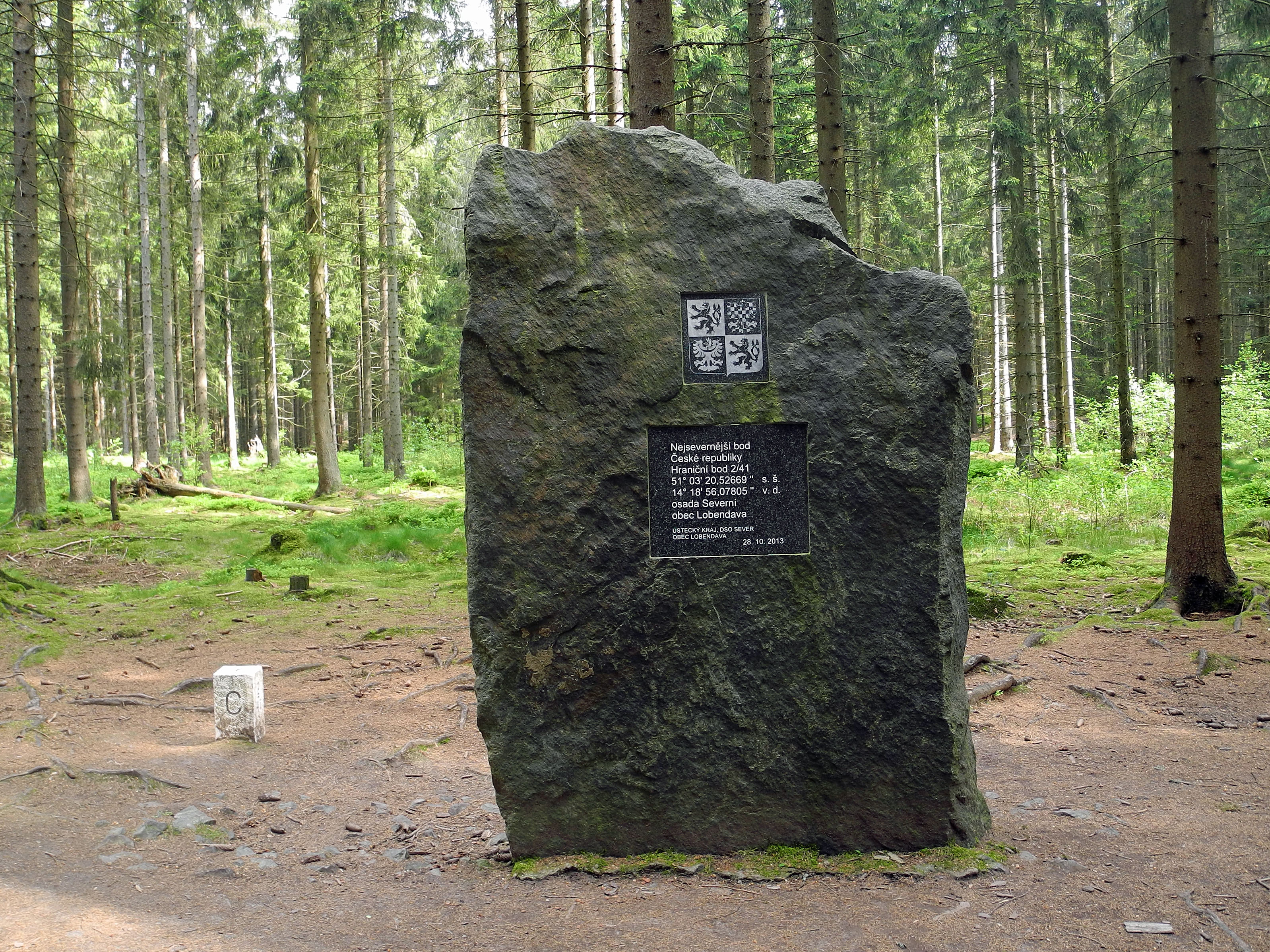
Památník z roku 2013 u nejsevernějšího bodu České republiky

Dominantní stavební památkou je kostel Navštívení Panny Marie. Barokní sakrální stavbu postavil na místě staršího dřevěného kostela v letech 1709–1712 lipovský stavitel Zacharias Hoffmann (1678–1754).
Na zrušeném kostelním hřbitově stojí torzo historizující márnice z 19. století a památník obětem první světové války. Areál kostela doplňuje pozdně barokní fara z roku 1767 postavená pražským architektem Antonínem Schmidtem (1723–1783). Na návsi naproti kostelu stojí pískovcová socha svatého Jana Nepomuckého z roku 1746. Severně od kostela se rozkládá obecní hřbitov s novorománskou hřbitovní kaplí z roku 1874. 
Na Anenském vrchu (420 m n. m.) východně od Lobendavy stojí barokní poutní kaple svaté Anny z let 1775–1777, na kterou navazuje křížová cesta s kaplí Božího hrobu a s Getsemanskou zahradou. Severovýchodně od středu obce se na vrchu Jáchym (475 m n. m.) nachází secesní kaple svatého Jáchyma z roku 1914 doplněná o křížovou cestu.

## Místní části
- Lobendava
- Severní

## Slavní rodáci
- MUDr. Anton von Drasche (1826 Lobendava-1904 Vöslau) - absolvent studia medicíny v Praze, Vídni a v Lipsku; specializoval se na patologii, hygienu a epidemiologii infekčních chorob (tyfus, mor a asijská chřipka), přednášel na univerzitě ve Vídní.[27]